# 聯合車站 (溫尼伯)
聯合車站是加拿大曼尼托巴省溫尼伯市的城際火車站。該站建於1908年至1911年之間，第一列火車於1911年8月7日進站，1912年6月24日正式開放。車站由負責紐約中央車站的建築公司沃倫和韋特莫爾設計，其建築於1976年被指定為加拿大國家歷史遺址。